# 亨德·扎扎
亨德·扎扎（阿拉伯语：‎；2009年1月1日—）是一名来自叙利亚的乒乓球运动员。  她是奥运会乒乓球比赛最年轻的参赛选手、2020年夏季奥运会最年轻的参赛者。

## 早年
亨德·扎扎在2009年1月1日出生于叙利亚的哈马 ，5岁时受哥哥欧拜伊达影响开始练习乒乓球。2016年，9岁的扎扎和哥哥参加了国际乒乓球联合会（ITTF）在卡塔尔举办的国际乒联世界希望挑战赛，其乒乓球潜力被发现。在2019年，扎扎获得叙利亚全国冠军，她也是首位同时在四个年龄段夺得全国冠军的叙利亚运动员。目前她效力于大马士革的阿尔菲哈乒乓球俱乐部，由于战争原因，她的乒乓球训练环境十分艰苦，俱乐部经常停电，只能白天训练，没有地胶，也没有空调。

## 2020年夏季奥运会
2020年2月24日，年仅11岁的亨德·扎扎在约旦安曼举行的西亚奥运会资格赛决赛中，击败了42岁的黎巴嫩选手玛丽安娜·萨哈吉安夺得女单冠军，获得了参加2020年夏季奥运会的比赛资格。扎扎是第一名通过资格赛参加奥运会乒乓球比赛的叙利亚运动员，也是2020年夏季奥运会最年轻的运动员、奥运会历史上最年轻的乒乓球运动员，也是奥运会历史上第五年轻的运动员、奥运会自1968年以来最年轻的运动员。
2021年7月23日晚，在2020年夏季奥林匹克运动会开幕式上，亨德·扎扎与马术运动员艾哈迈德·哈姆曹共同担任叙利亚代表团旗手。7月24日上午，扎扎在乒乓球女单预赛中对阵39岁的奥地利老将、奥运会六朝元老刘佳，但实力差距过大，最后以4-11, 9-11, 3-11, 5-11的比分连输四局落败，比赛仅用时24分钟。赛后她说，“我不会停下来，乒乓球是我人生的全部。我把所有的时间都用在乒乓球上，我会继续努力成为世界冠军、奥运冠军，同时通过学习成为一名药剂师或律师。”
扎扎的偶像是中国乒乓球运动员丁宁、埃及乒乓球运动员蒂娜·梅谢芙。在获得2020年夏季奥运会参赛资格后，中国奥委会邀请扎扎来中国训练，预计她将在2021年9月来华。